# Třída Valiant
Třída Valiant byla třída útočných ponorek s jaderným pohonem britského královského námořnictva. Byly to první jaderné ponorky čistě britské konstrukce. Všech pět postavených ponorek již bylo vyřazeno.

## Pozadí vzniku
Pro Britské královské námořnictvo bylo, v loděnicích Vickers v Barrow-in-Furness a Cammel Laird v Birkenheadu, postaveno celkem 5 ponorek této třídy, pojmenovaných Valiant (S 102), Warspite (S 103), Churchill (S 46), Conqueror (S 48) a Courageous (S 48). Stavba probíhala v letech 1962–1971, přičemž ponorky byly do služby zařazovány v letech 1966–1971.

## Stavba
Jednotky třídy Valiant:
| Jméno                | Založení kýlu | Spuštěna | Vstup do služby   | Status   |
| -------------------- | ------------- | -------- | ----------------- | -------- |
| HMS Valiant (S102)   | 1962          | 1963     | 18. července 1966 | vyřazena |
| HMS Warspite (S103)  | 1963          | 1965     | 18. dubna 1967    | vyřazena |
| HMS Churchill (S46)  | 1967          | 1967     | 15. července 1970 | vyřazena |
| HMS Conqueror (S48)  | 1967          | 1969     | 9. listopadu 1971 | vyřazena |
| HMS Courageous (S50) | 1968          | 1970     | 16. října 1971    | vyřazena |

## Konstrukce

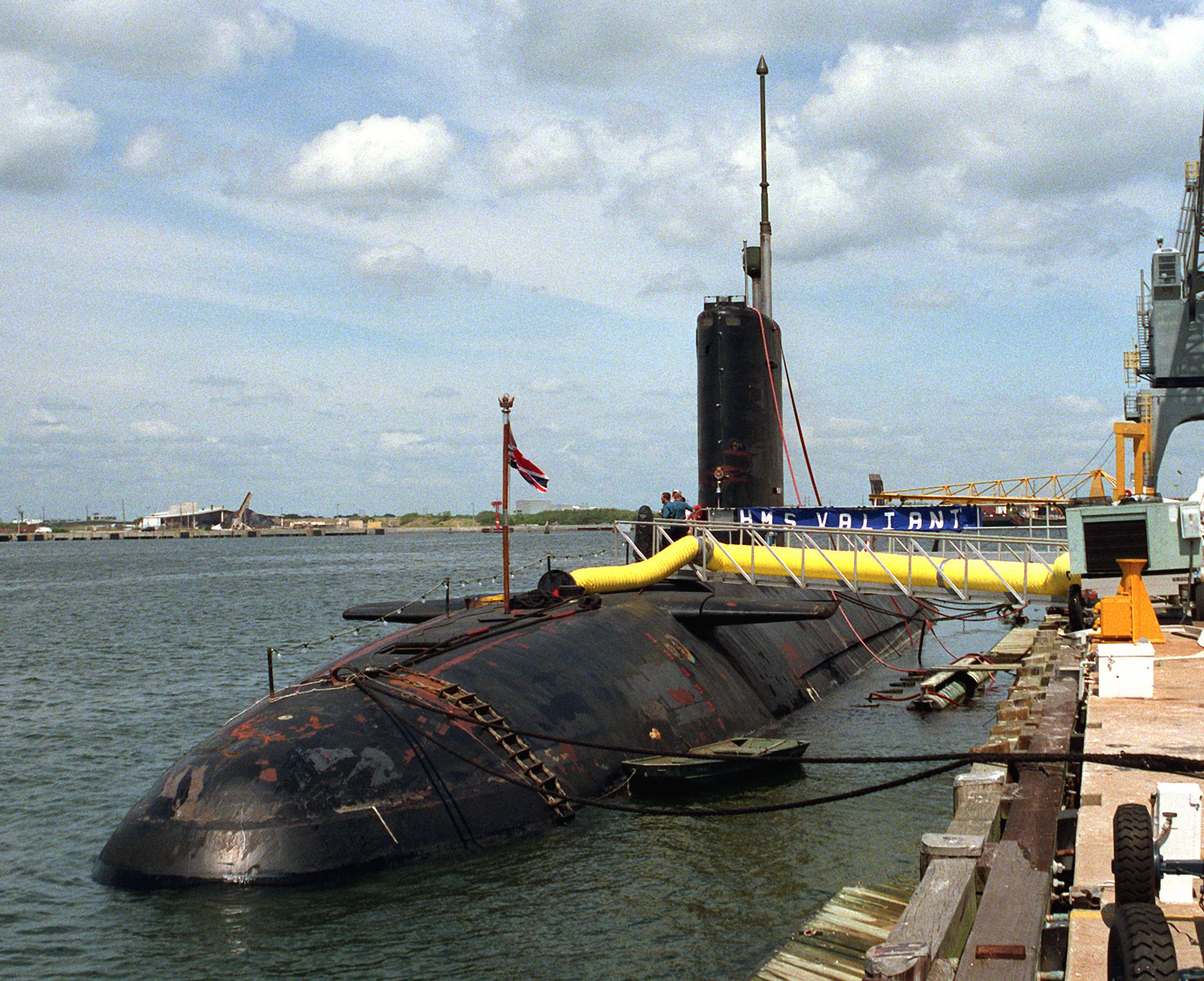
HMS Valiant v roce 1994

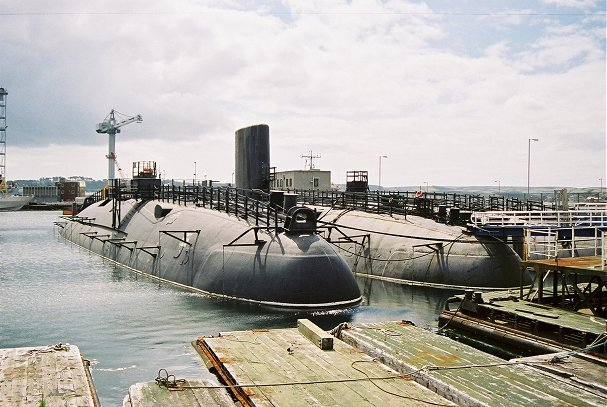
Vyřazené ponorky HMS Warspite a HMS Conqueror v roce 2007

Trup byl vyroben z vysokopevnostní oceli UKE. Ponorky se tak mohly ponořit až do hloubky 300 metrů. Výzbroj tvořilo šest 533mm torpédometů. Na palubě bylo neseno celkem 26 dlouhých zbraní. Možnou výzbroj zahrnovala protilodní torpéda Mk 8, protiponorková torpéda Mk 20 či Mk 23 s navedením po kabelu. Později ponorky nesly těžká torpéda Mark 24 Tigerfish řízená po kabelu. Počátkem 80. let byla celá pětice modernizována pro nesení protilodních střel UGM-84 Sub-Harpoon a vypouštění min typů Stonefish a Sea Urchin.
Pohonný systém tvořil jeden domácí tlakovodní jaderný reaktor Rolls-Royce PWR 1 s přirozeným oběhem (vodní čerpadla bylo nutné zapínat jen při nejvyšších rychlostech) a dvě parní turbíny. Hlavní turbíny a převody byly pro snížení hlučnosti upevněny na podložce, izolované od trupu pružným uložením. Lodní šroub byl jeden. Nejvyšší rychlost dosahovala 28 uzlů pod hladinou a dvacet uzlů na hladině.

## Operační služba
Ponorka Conqueror byla roku 1982 nasazena ve falklandské válce. Dne 2. května 1982 potopila argentinský lehký křižník ARA General Belgramo (C-4). Použila k tomu svých torpéd Mk 8.